# Bundesratsklausel
Eine Bundesratsklausel ist eine förmliche oder informelle Vereinbarung der Koalitionsregierung eines deutschen Bundeslandes für den Fall, in dem sich die Koalitionspartner nicht auf ihr Votum im Bundesrat, das einheitlich abzugeben ist, einigen können. 
Ist die Vereinbarung förmlich, ist sie in der Regel im Koalitionsvertrag der entsprechenden Landesregierung niedergeschrieben. 
Meistens folgt daraus die Stimmenthaltung im Bundesrat. Weil der Bundesrat nur mit der Mehrheit der möglichen Stimmen Beschlüsse fällen kann, haben Enthaltungen im Bundesrat faktisch die Wirkung von Nein-Stimmen.
Da Deutschland ein Land mit personalisiertem Verhältniswahlrecht ist und die Bundesländer durch die föderale Struktur miteingebunden sind, können auch Kleinstparteien oder Parteien, die in den jeweiligen Ländern durch die Fünf-Prozent-Hürde kommen und eine Landeskoalition eingehen, an der Gesetzesbildung des Bundes indirekt mitwirken. 
Das Wahlsystem wird nach Art. 38 Abs. 3 GG durch das Bundeswahlgesetz (BWG) geregelt.
Insoweit haben durch diese Klausel und den Regelungen des Bundesrates, was Enthaltungen angeht, auch kleinere Parteien, die Chance, Politik aktiv mitzugestalten.